# Dialect mandurian
Dialectul mandurian este un dialect vorbit în teritoriul orașului Manduria (Italia).

## Lexicul
| -------Italiano------- | -----Manduriano----- | ---------Româna--------- | -------Italiano------- | -----Manduriano----- | ---------Româna--------- |
| accendere              | ppicciari            | a aprinde                | maggiore               | cchiù granni         | mai mare                 |
| adesso                 | moni                 | acum                     | magro                  | màzzu                | slab                     |
| albero                 | arvulu               | copac                    | meglio                 | mèju                 | mai bine                 |
| alzare                 | azzari               | a trezi                  | mia madre              | mama                 | mama mea                 |
| anche                  | pùru                 | și                       | mio fratello           | fràuma               | fratele meu              |
| andare                 | scìri                | a merge                  | mio padre              | sirma                | tatǎl meu                |
| avere                  | tiniri               | a avea                   | mia sorella            | sorma                | sora mea                 |
| bene                   | beni                 | bine                     | neanche                | màncu                | nici                     |
| cieco                  | cicatu               | orb                      | nessuno                | nisciunu             | nimeni                   |
| cimitero               | campusàntu           | cimitir                  | nonno                  | nònnu                | bunic                    |
| comprare               | ccattàri             | a cumpǎra                | patate                 | patani               | cartofi                  |
| correre                | fùciri               | a alerga/a fugi          | prendere               | pijàri               | a lua                    |
| domani                 | crai                 | mâine                    | quest'anno             | št'ànnu              | anul acesta              |
| dopodomani             | piscrai              | poimâine                 | risparmiare            | sparagnàri           | a economisi              |
| dopodomani l'altro     | piscriddi            | rǎspoimâine              | sabbia                 | réna                 | nisip                    |
| donna                  | fémmina              | femeie                   | salita                 | nchianata            | urcare                   |
| dove                   | ddoni                | unde                     | saltare                | zzumpàri             | a sǎri                   |
| devo (verbo)           | aggiu                | trebuie                  | scotta                 | brùscia              | arde                     |
| duro                   | tueštu               | tare                     | seduto                 | ssittàtu             | așezat                   |
| fabbro                 | firraru              | fierar                   | so (verbo)             | sàcciu               | eu stiu                  |
| gamba                  | jamma                | picior                   | spegnere               | štutàri              | a inchide/ a stinge      |
| grembiule              | mantili              | șorṭ                     | tavolo                 | tàulu                | masǎ                     |
| impiccato              | 'mpicàtu             | spunzurat                | topo                   | sorgi/zzucculoni     | ṣoarece                  |
| lavorare               | fatiàri              | a munci/a lucra          | voglia                 | vòja                 | chef                     |

## Verbul "a fi"
| persona   | Indicativul | Imperfectul | Perfectul Compus | Viitorul       |
| --------- | ----------- | ----------- | ---------------- | -------------- |
| Ju        | sontu       | era         | aggia štatu      | aggia bbessiri |
| Tuni      | sinti       | eri         | a štatu          | a bbessiri     |
| Iddu/edda | eti         | era         | ie štatu/a       | ie bbessiri    |
| Nui       | simu        | erumu       | oma štati        | ama bbessiri   |
| Ui        | siti        | eruvu       | ata štati        | ata bbessiri   |
| Loru      | sontu       | erunu       | onnu štati       | onnu bbessiri  |

## Verbul "A avea"
| persona   | Indicativul | Perfectul Compus | Imperfectul |
| --------- | ----------- | ---------------- | ----------- |
| Ju        | tegnu       | aggiu tinutu     | tinia       |
| Tuni      | tieni       | a tinutu         | tinivi      |
| Iddu/Edda | teni        | ie tinutu        | tinia       |
| Nui       | tinimu      | ama tinutu       | tiniumu     |
| Ui        | tiniti      | ata tinutu       | tiniuvu     |
| Loru      | tennu       | onnu tinutu      | tiniunu     |

## Vocabular și expresii
„Quannu lu ciucciu no mboli nci bei, ti macari cu fišchi. Ital.: Se l'asino non vuole bere, puoi fischiare quanto credi.”
„Erva ca no buei ntra lu uertu ti nasci. Ital.: L'erba che non vuoi nell'orto ti nasce.”
„Quannu lu sorgi no arria allu casu, tici ca puzza. Ital.: quando il topo non arriva al formaggio dice che puzza.”
„La jaddina faci lu ueu e lu jaddu canta. Ital.: La gallina fa l'uovo e il gallo canta.”
„Lu mboi chiama curnutu lu ciucciu. Ital.: Il bue chiama cornuto l'asino.”